# Landry Shamet

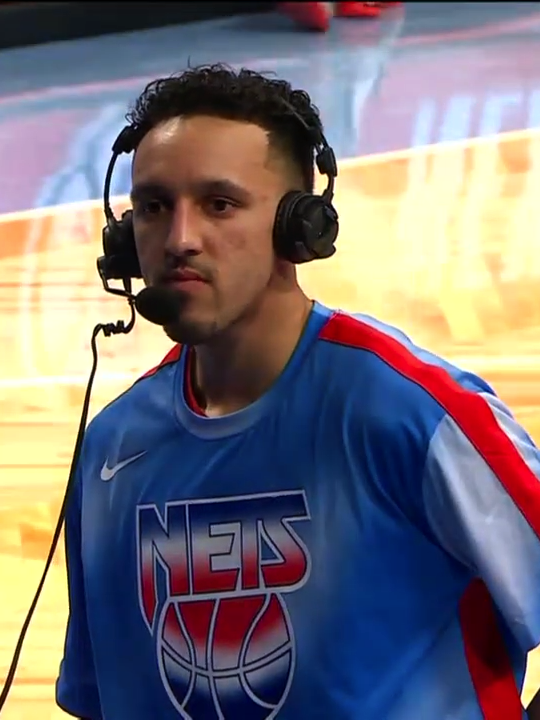
Landry Shamet, 2021.

Landry Michael Shamet, född 13 mars 1997 i Kansas City i Missouri, är en amerikansk professionell basketspelare (SG) som spelar för New York Knicks i National Basketball Association (NBA). Han har tidigare spelat för Philadelphia 76ers, Los Angeles Clippers, Brooklyn Nets, Phoenix Suns och Washington Wizards.
Han draftades av Philadelphia 76ers i första rundan i 2018 års draft som 26:e spelare totalt.
Innan Shamet blev proffs studerade han vid Wichita State University och spelade för deras idrottsförening Wichita State Shockers.